# Walter Neubauer (Mineraloge)
Walter Neubauer (* 28. Jänner 1927 in Wien; † 6. Mai 2025) war ein österreichischer Montangeologe, Mineralwirtschaftler, Hochschuldozent und Manager. Er war unter anderem Geschäftsführer der Austromineral Ges.m.b.H. und spielte eine Rolle in der Rohstoffpolitik der Republik Österreich.

## Leben
Walter Neubauer wurde als Sohn des Bundesbahnoberinspektors Emil Neubauer und Karoline Neubauer, geb. Rathbauer, geboren. Er besuchte die Volksschule in Lilienfeld und später Gymnasien in St. Pölten und Wien. Nach seinem Studium an den Universitäten Graz, Wien und Leoben promovierte er 1949 an der Universität Wien zum Dr. phil.
Walter Neubauer war seit 1952 verheiratet mit Elsie Neubauer und Vater von drei Kindern. Neubauer verstarb am 6. Mai 2025 im Alter von 98 Jahren.

## Berufliche Laufbahn
Von 1947 bis 1951 war Neubauer Assistent an der Montanuniversität Leoben. Danach war er Betriebsgeologe bei Cassandra Mines in Griechenland und leitete später die Lagerstättenabteilung. Weitere Stationen seiner internationalen Karriere führten ihn nach Ägypten, wo er General Manager der El Sid Gold Mine war, sowie nach Deutschland und in die Schweiz, wo er für Fried. Krupp Rohstoffe sowie für Mineral Investments Corp. tätig war.
Zwischen 1971 und 1986 war er Geschäftsführer der Austromineral Ges.m.b.H., einem Tochterunternehmen der Voestalpine AG. In dieser Funktion war er maßgeblich am Marampa Projekt in Sierra Leone beteiligt und somit an der strategischen Rohstoffsicherung für Österreich.

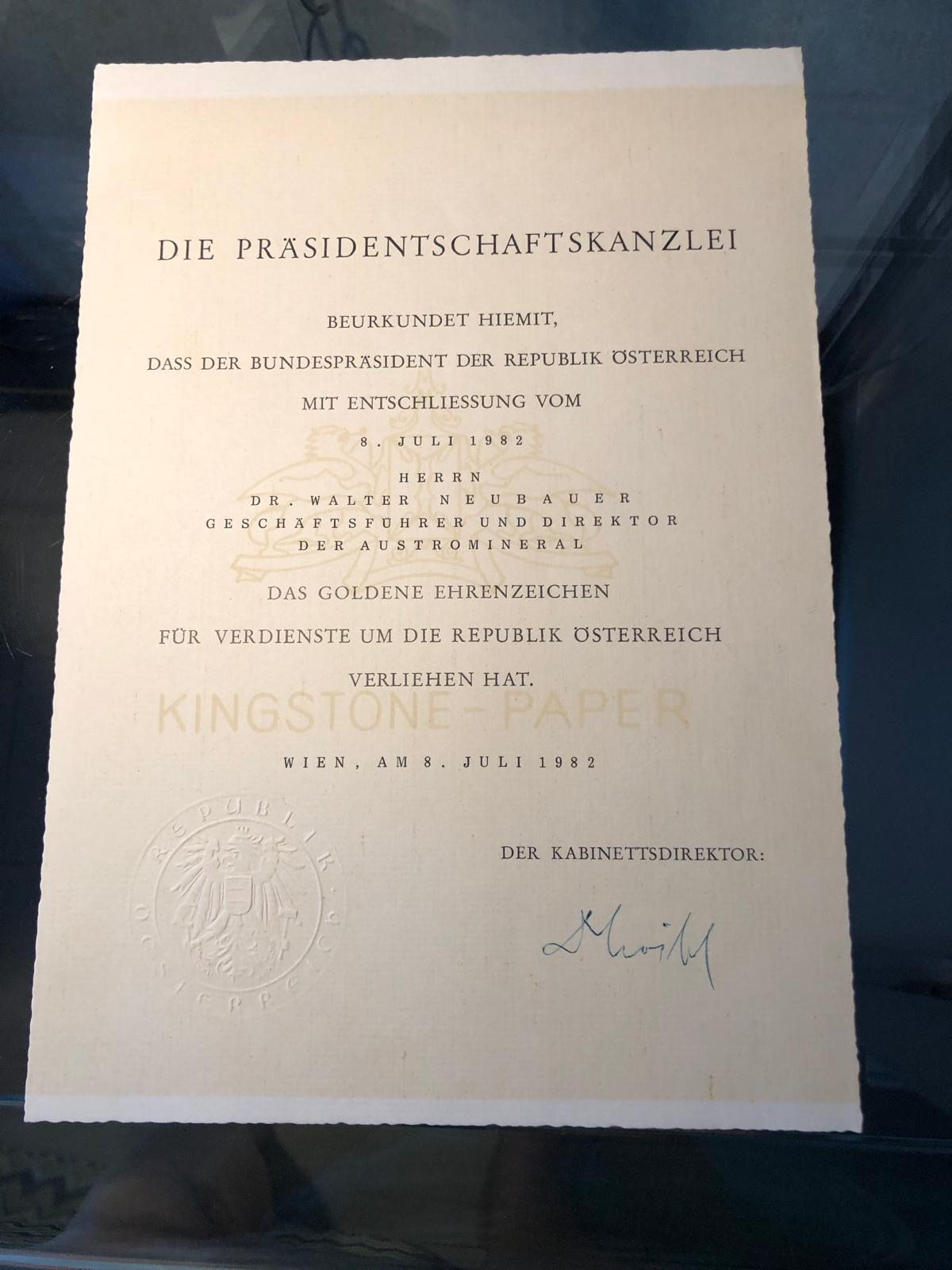
Goldenes Ehrenzeichen der Republik Österreich für Walter Neubauer (8. Juli 1982

Ab 1986 war er ehrenamtlicher Konsul der Republik Angola in Österreich sowie Dozent und Gastprofessor an der Montanuniversität Leoben. Er veröffentlichte zahlreiche wissenschaftliche Arbeiten zur Abfallwirtschaft und Deponietechnik.

## Auszeichnungen
Am 8. Juli 1982 wurde ihm das Goldene Ehrenzeichen für Verdienste um die Republik Österreich verliehen. 1984 erhielt er den Berufstitel Kommerzialrat. Seit 1983 war er Honorarkonsul der Republik Angola.